# Микел Хаурегизар
Микел Хаурегизар Албонига (шп. Mikel Jauregizar Alboniga; Билбао, 13. новембар 2003) је шпански фудбалер који тренутно наступа за Атлетик Билбао. Игра на позицији везног играча.

## Успеси
Атлетик Билбао
- Куп Шпаније (1) : 2023/24.[2]